# 满洲平腹蛛
满洲平腹蛛（学名：Gnaphosa mandschurica）为平腹蛛科平腹蛛属的动物。在中国大陆，分布于黑龙江等地。该物种的模式产地在黑龙江。